# Plusiodonta stimulans
Plusiodonta stimulans là một loài bướm đêm trong họ Noctuidae.